# Anthony Fiss
Anthony Fiss (1969) è un ex cestista e allenatore di pallacanestro panamense.

## Carriera
Con Panama ha disputato tre edizioni dei Campionati americani (1989, 1993, 1999).